# Jacques Joseph Le Cor
Jacques Joseph Le Cor est un chirurgien et navigateur français né en 1759 à Brest et mort en mai 1788 à Vanikoro.
Il fut membre de l'expédition de Lapérouse. 

## Biographie

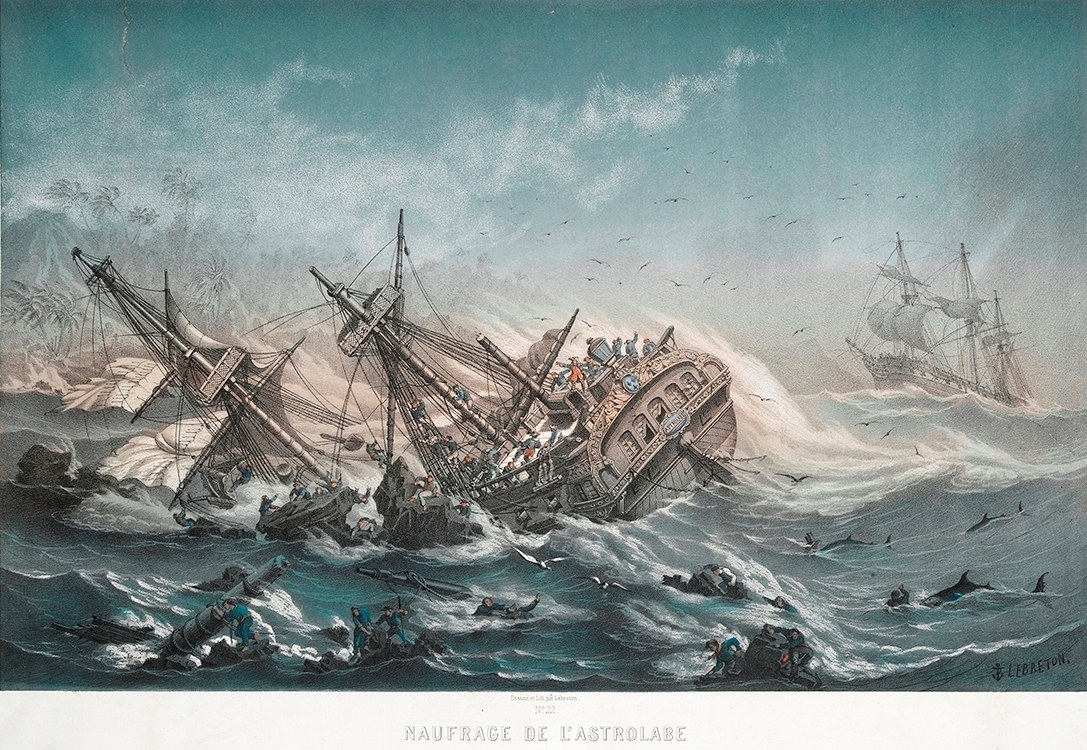
Le naufrage de L’Astrolabe et de La Boussole dans lequel disparait Jacques Joseph Le Cor en 1788.

Jacques Joseph Le Cor entre dans la Marine en 1773. En 1785, il part avec La Pérouse en tant que second chirurgien sur la frégate de commandement la Boussole. En avril 1787, il est nommé chirurgien-major de l'expédition, en remplacement de Claude Nicolas Rollin qui a débarqué à Macao.
Il disparaît comme la totalité des 220 membres de l'expédition, lors du naufrage de la Boussole et de l'Astrolabe, probablement en mai 1788 à Vanikoro.
Un squelette, pratiquement complet, a été découvert le 22 novembre 2003, sur les lieux du naufrage de La Boussole. Une étude situe son âge entre 30 et 32 ans et sa taille entre 1,65 m et 1,70 m. L'identification de ce squelette à Jacques Joseph Le Cor est l'hypothèse la plus vraisemblable, trois ou quatre autres sont possibles parmi les membres de l'équipage de La Boussole.